# Danny Ortiz
Josué Danny Ortiz Maldonado (ur. 26 lipca 1976 w Las Palmas, zm. 29 lutego 2004 w Gwatemali) – gwatemalski piłkarz występujący na pozycji bramkarza, reprezentant Gwatemali w latach 2001–2002.

## Kariera klubowa
Grę w piłkę nożną rozpoczął w Deportivo Carchá. Następnie grał w Deportivo Coatepeque, Deportivo Ayutla i Deportivo Teculután. W 1998 roku rozpoczął karierę na poziomie pierwszoligowym w CSD Suchitepéquez. W dalszej kolejności reprezentował kluby Deportivo Carchá, Comunicaciones FC oraz CSD Municipal, z którym wywalczył dwukrotnie mistrzostwo i dwukrotnie Puchar Gwatemali.

## Kariera reprezentacyjna
W lutym 2001 roku zadebiutował w reprezentacji Gwatemali w towarzyskim meczu z Panamą. Wkrótce po tym znalazł się w składzie na Puchar Narodów UNCAF 2001, który zakończył się wygraną Gwatemali. W 2002 roku wystąpił w Złotym Pucharze CONCACAF, gdzie jego reprezentacja odpadła po fazie grupowej. Ogółem w latach 2001–2002 zaliczył on 10 występów w drużynie narodowej.

## Okoliczności śmierci
29 lutego 2004 w trakcie meczu ligowego z drużyną Comunicaciones FC zderzył się z napastnikiem rywali Mario Rodríguezem i stracił przytomność. Początkowo lekarze określali jego stan jako stabilny, jednak po trzech godzinach od przywiezienia do szpitala Ortiz zmarł wskutek uszkodzenia osierdzia.

## Sukcesy
Gwatemala
- Puchar Narodów UNCAF 2001

CSD Municipal
- mistrzostwo Gwatemali: Apertura 2002, Apertura 2003
- Puchar Gwatemali: 2003, 2003/04